# Plectiscidea prognathor
Plectiscidea prognathor är en stekelart som beskrevs av Aubert 1968. Plectiscidea prognathor ingår i släktet Plectiscidea och familjen brokparasitsteklar. Inga underarter finns listade i Catalogue of Life.